# Schönau bei Litschau

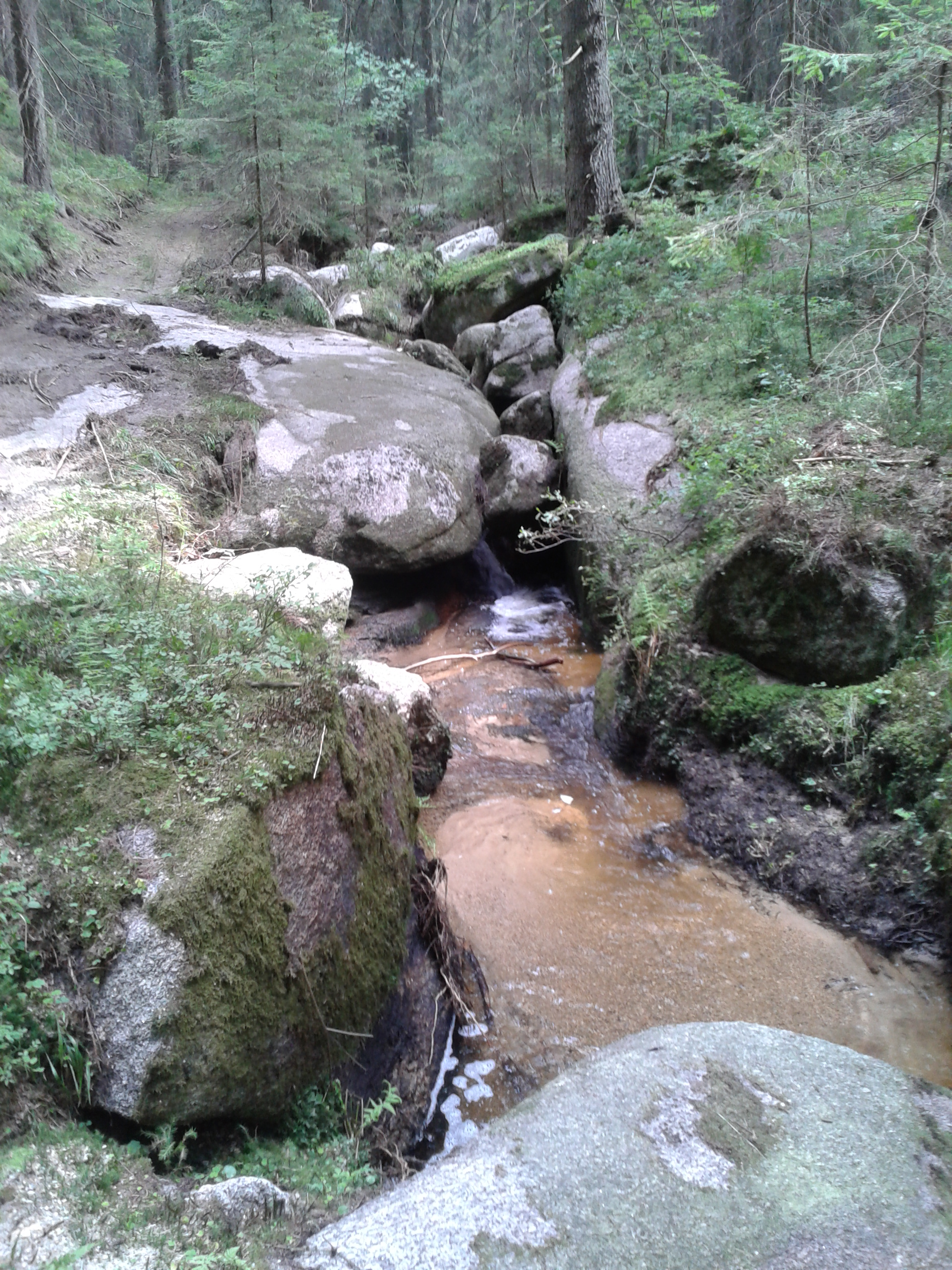
Der Höllgraben in Schönau, Naturdenkmal und Teilstück eines Wanderweges

Schönau bei Litschau ist eine Ortschaft und unter dem Namen Schönau eine Katastralgemeinde der Gemeinde Litschau im Bezirk Gmünd in Niederösterreich mit 76 Einwohnern (Stand 1. Jänner 2025).

## Geografie
Das am südlichen Ende des Schönauer Teiches liegende Dorf erstreckt sich beiderseits des Reißbaches und ist über die Landesstraße L62 erreichbar. Zur Ortschaft zählen weiters der Galthof sowie die Streusiedlungen Schönauhäuser und Windmannhäuser. Am 1. April 2020 umfasste die Ortschaft 77 Adressen.

## Geschichte
Schönau zählte über viele Jahrhunderte hinweg zur Herrschaft Litschau und wird (zusammen mit der damaligen Mühle) 1369 erstmals urkundlich erwähnt. Wahrscheinlich im 16. Jahrhundert errichtete dieselbe Herrschaft hier einen Teich und eine neue, sechsgängige Mühle an dessen Abfluss. Der Ackerbau lieferte Korn, Hafer, Erdäpfel, Kraut, Rüben und Flachs, schrieb Schweickhardt, jedoch mit mäßigem Ertrag, womit sich die Bauern auch mit Holzfällen und der Pecherei verdingen. Im Jahr 1822 wurde der Ort als Dorf mit 28 Häusern genannt, das nach Litschau eingepfarrt war, wohin auch die Kinder eingeschult wurden. Die Herrschaft Litschau besaß die Ortsobrigkeit, übte die Landgerichtsbarkeit aus, besorgte die Konskription und hatte die Grundherrschaft inne.
Laut Adressbuch von Österreich waren im Jahr 1938 in der Ortsgemeinde Schönau ein Binder, zwei Gastwirte, ein Gemischtwarenhändler, ein Holzhändler, zwei Sägewerke, ein Zementwarenerzeuger und mehrere Landwirte ansässig. Im Zuge der Niederösterreichischen Kommunalstrukturverbesserung trat die damalige Ortsgemeinde Schönau bei Litschau per 1. Jänner 1969 der Stadtgemeinde Litschau bei.

## Siedlungsentwicklung
1590/91 zählte Schönau 10 untertänige Häuser; im Jahr 1751 gab es 14 untertänige Häuser.
Zum Jahreswechsel 1979/1980 befanden sich in der Katastralgemeinde Schönau insgesamt 68 Bauflächen mit 29.096 m² und 48 Gärten auf 15.711 m², 1989/1990 waren es 107 Bauflächen. 1999/2000 war die Zahl der Bauflächen auf 251 angewachsen und 2009/2010 waren es 126 Gebäude auf 247 Bauflächen.

## Landwirtschaft
Die Katastralgemeinde ist landwirtschaftlich geprägt. 205 Hektar wurden zum Jahreswechsel 1979/1980 landwirtschaftlich genutzt und 1.476 Hektar waren forstwirtschaftlich geführte Waldflächen. 1999/2000 wurde auf 175 Hektar Landwirtschaft betrieben und 1.504 Hektar waren als forstwirtschaftlich genutzte Flächen ausgewiesen. Ende 2018 waren 160 Hektar als landwirtschaftliche Flächen genutzt und Forstwirtschaft wurde auf 1.500 Hektar betrieben. Die durchschnittliche Bodenklimazahl von Schönau beträgt 15,4 (Stand 2010).
Als größtes Gewässer findet sich in der Katastralgemeinde der Schönauer Teich.

## Verkehr
In Schönau befindet sich eine Station der Waldviertler Schmalspurbahnen.

## Freizeit und Natur
- Schönauer Teich
- Wanderweg Nr. 16 Höllgrabenweg

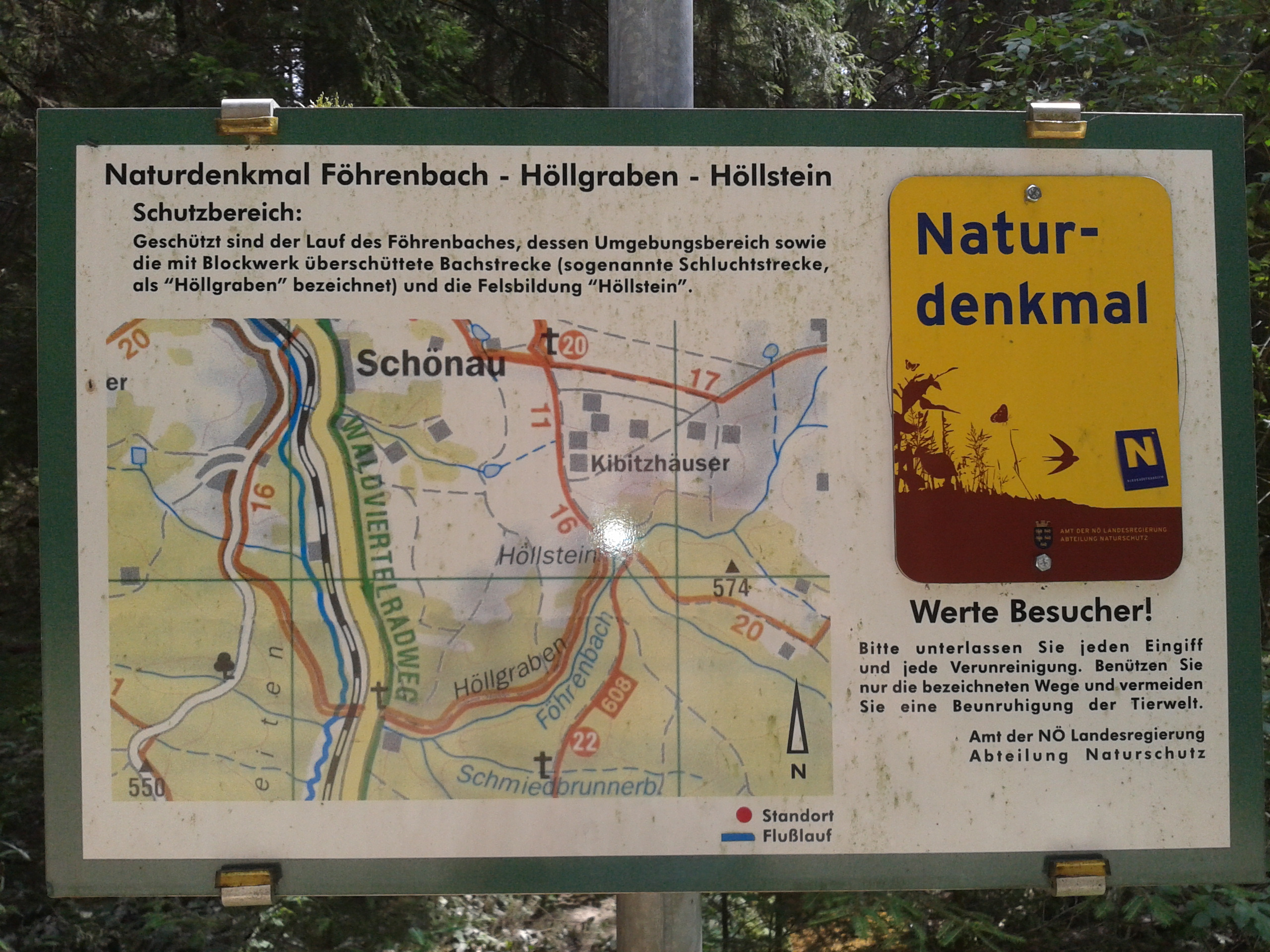
Naturdenkmal Föhrenbach – Höllgraben – Höllstein in Schönau

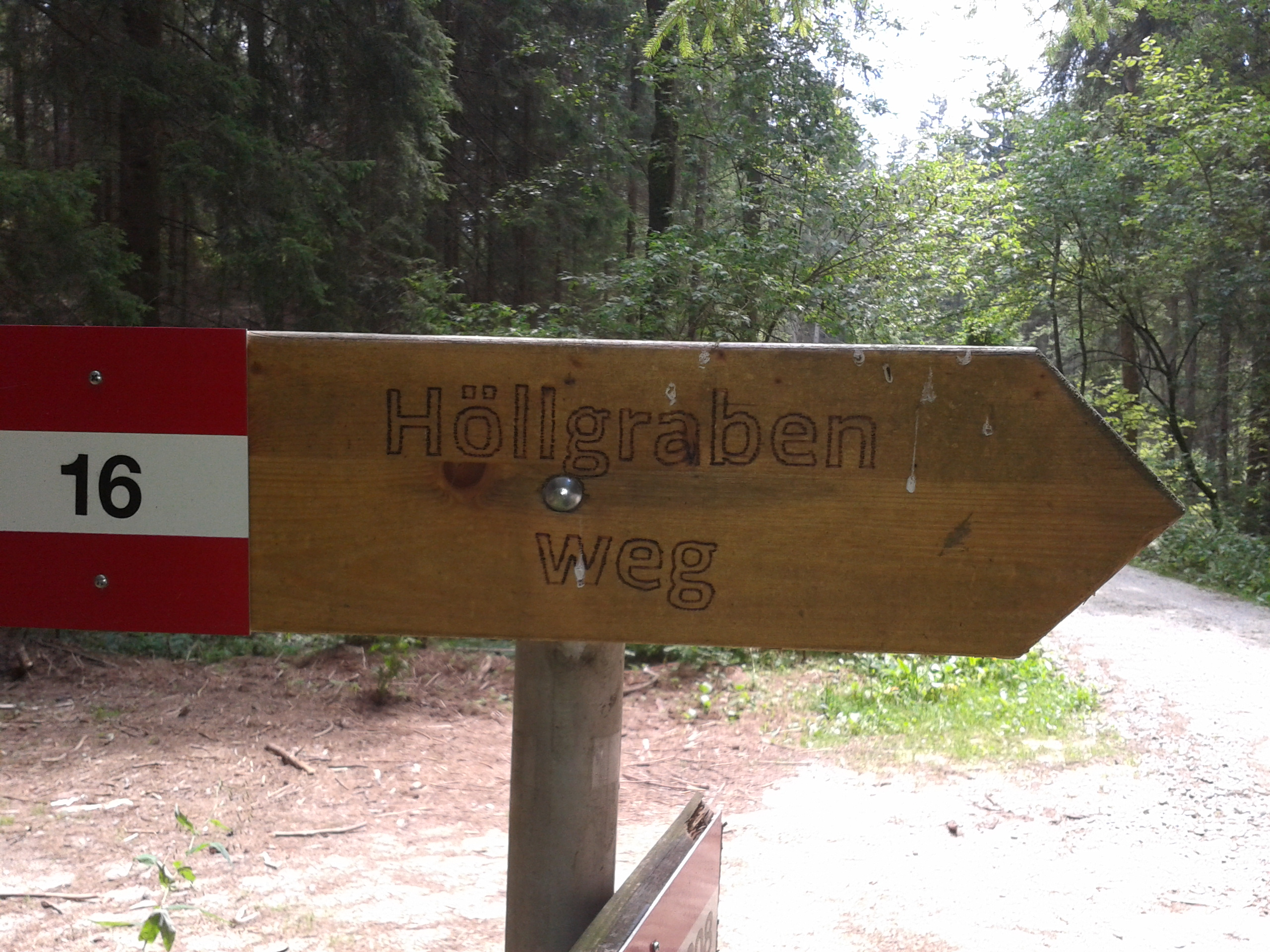
Der Höllgrabenweg in Schönau

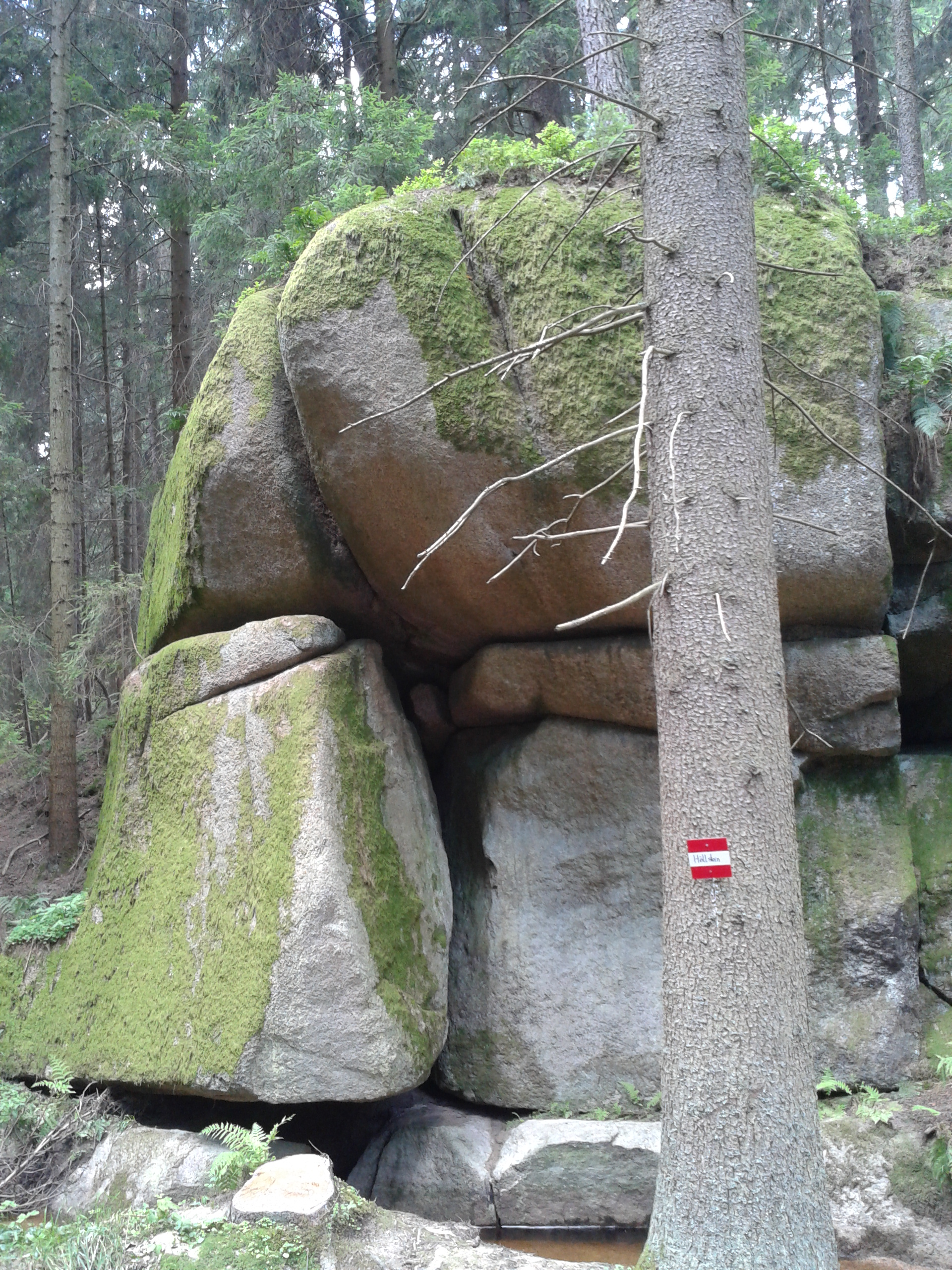
Der Höllstein im Höllgraben in Schönau

- Naturdenkmal Föhrenbach – Höllgraben – Höllstein

## Wissenswertes
In Schönau haben sich mehrere historische Drei- und Vierseithöfe erhalten, die in ihrem Kern zum Teil aus dem 17. und 18. Jahrhundert stammen. Diese befinden sich im ältesten Teil des Reihendorfs, rechts des Reißbaches (von Litschau kommend). So findet sich ein Hausstock in verputztem Blockbau mit verbrettertem Giebel und traufständigem Tormauerschuppen bei Nr. 5. Die Nummern 11 und 12 bilden eine historische Gruppe, wobei ein Hausstock mit 1884 bezeichnet ist. Ebenfalls eine Gruppe bilden die Nummern 29 und 30, wo eine Tormauer bzw. ein Tormauerschuppen erhalten sind. Eine ehemalige Haarstube (zum Trocknen und Brechen von Flachs) in Block- und Bruchsteinbau stammt wahrscheinlich aus dem 19. Jahrhundert (Nr. 45). Zwei Zöllner-Wohnhäuser (Nr. 60), erbaut um 1930, sind zweigeschoßig, mit giebelständigem Quertrakt und steilem Satteldach.
Die beiden vom Reißbach getrennten Seiten des Reihendorfs werden durch eine historische (später erneuerte) Bogenbrücke aus dem 1. Viertel des 19. Jahrhunderts verbunden. Auf dem Vorgänger dieser Brücke ereignete sich im Jahr 1737 ein Reitunfall, als die damalige Grundherrin Gräfin Maria Antonia von Kuefstein ebendort vom Pferd stürzte. Da sie unverletzt blieb, gelobte sie die Errichtung einer Votivsäule, welche als St. Johannes Nepomuk-Statue ausgeführt und ebendort aufgestellt wurde. Als in den 1770er-Jahren die neuen Grundherren, die Grafen von Seilern und Aspang, in Litschau eine neue Bogenbrücke über den Reißbach (vom unteren Stadttor zum Herrschaftsmeierhof) bauen ließen, veranlassten sie 1774 die Errichtung der Steinfigurengruppe Hl. Anna lehrt Maria das Lesen zur Verschönerung der neuen Brücke. Dabei wurde die Statue auf einen der mittleren Brückenpfeiler gestellt. Da ein Gegenüber fehlte, beschlossen die neuen Grundherren die Verbringung der Schönauer Johannes Nepomuk-Statue nach Litschau, um sie der Anna und Maria-Statue gegenüber zu stellen, so wie es noch heute besteht. Die ältere lateinische Inschrift auf dem Sockel der Statue aus Schönau wurde jedoch belassen und berichtet noch heute über den Reitunfall der Gräfin Kuefstein. In Schönau erinnert heute ein moderner Gedenkstein (mit Inschrift) bei der Reißbach-Brücke an das Ereignis von 1737.